# Kammerkonzert de Berg

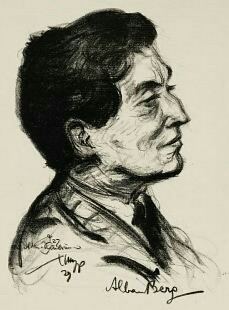
Portait du compositeur Alban Berg, par Emil Stumpp en 1927

Le Kammerkonzert est un concerto de chambre du compositeur autrichien Alban Berg. Composé entre 1923 et 1925 pour piano, violon et treize instruments à vent et dédié à Arnold Schönberg, il représente la première œuvre dodécaphonique de l'auteur. Il fut créé à Berlin le 20 mars 1927 avec Eduard Steuermann au piano, Rudolf Kolisch au violon et Hermann Scherchen à la direction d'orchestre.

## Analyse de l'œuvre

### Tema scherzoso con variazoni
Motto de cinq mesures où trois motifs en notation alphabétique allemande citent les noms de Schoënberg AD pour Arnold (la, ré), SCHBEG pour Schoënberg  (mi bémol, do, si, si bémol, mi, sol) au piano, de  Webern A pour Anton EBE pour Webern (mi, si bémol, mi) au violon, de Berg ABA (la, si bémol, la) au cor.  
L'exposition du thème sur trente mesures précède la première variation de trente mesures qui reprend le thème. La variation II forme une récurrence du thème sur soixante mesures, la variation III constitue son renversement. La variation IV combine la récurrence et son renversement. La variation V est une reprise du thème en canon dans la forme d'origine sur soixante mesures.

### Adagio
Dans la forme ternaire du lied, le  violon déploie dans un chant lyrique et mélodique intense toutes ses ressources expressives. La structure est en double miroir, première partie où le deuxième thème est le renversement du premier thème, la deuxième partie est la reprise inversée de la première.

### Rondo ritmico con introduzione
Cadence introductive pour le violon et le piano puis un développement qui combine forme sonate et forme rondo. Strette en conclusion qui précède six mesures avec reprise des trois motifs-hommage à la trilogie viennoise (Schonberg, Webern, Berg) du motto initial.

## Instrumentation
- Deux flûtes, un hautbois, un cor anglais, deux clarinettes (en mi bémol et la), une clarinette basse (en si bémol), un basson, un contrebasson, deux cors, une trompette, un trombone, un piano solo, un violon solo.

- Durée d'exécution: 37 à 39 minutes.

## Discographie
- Isaac Stern (violon), Peter Serkin (piano) et des solistes de l'Orchestre symphonique de Londres dirigé par Claudio Abbado CBS